# Загублена пісня (фільм)
Загублена пісня (англ. Lost Song) — фільм канадського режисера Родріга Жана, є третім повнометражним фільмом після Повний відрив та Єллоунайф. Стрічка виграла нагороду найкращого канадського фільму на Міжнародному кінофестивалі в Торонто.

## Сюжет
Після народження первістка, П'єр (Патрік Гоєт) та Елісабет (Сьюзі ЛеБлан) подорожують країною разом з дитиною до матері П'єра. Малюк неспокійний, відмовляється від їжі і має проблеми зі сном. Елісабет залишає дитину зі своєю надмірно уважною свекрухою Луїзою (Джинет Морін), проводячи час із підлітковою сусідкою Наомі (Марілу Лонгпре Пілон) та знаходить затишок у дружбі дівчинки.

## У ролях
- Сьюзі ЛеБлан ...  Елісабет
- Патрік Гоєт ...  П'єр
- Джинет Морін ...  Луїза
- Марілу Лонгпре Пілон ...  Наомі
- Луїза Турко ...  Патріція
- Луї Лафреньєр-Аудет ...  Майкл
- Чарльз Лафреньєр-Аудет ...  Майкл
- Норманд Сент-Жак ...  батько Наомі
- Люк Дюмей ...  священик
- Габріель Георгієф ...  співак
- Ліна Фортін ...  органіст

## Нагороди
- Найкращий художній фільм Канади на Міжнародному кінофестивалі в Торонто.